# Morte de Benito Mussolini

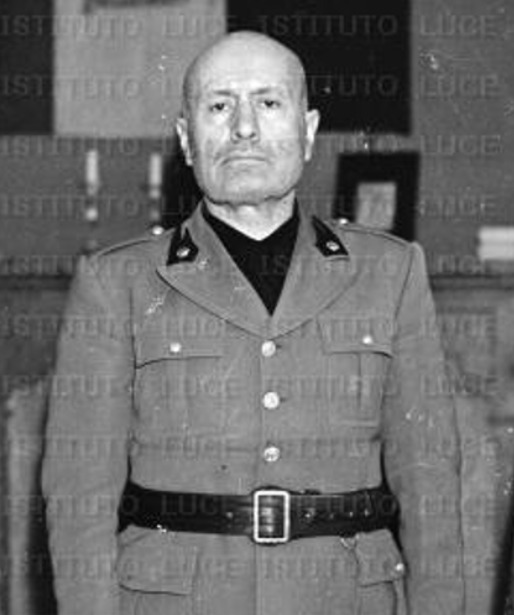
Benito Mussolini, 1883-1945

A morte de Benito Mussolini, o ditador fascista italiano, aconteceu em 28 de abril de 1945, nos últimos dias da Segunda Guerra Mundial na Europa, quando foi executado sumariamente por partisans antifascistas no vilarejo de Giulino di Mezzegra no Norte da Itália. A versão geralmente aceita dos eventos é que Mussolini foi alvejado por Walter Audisio, um partisan comunista que usava o nome de guerra de "Coronel Valerio". Entretanto, desde o fim da guerra, as circunstâncias da morte de Mussolini e a identidade do executor fazem parte de constantes confusões, disputas e controvérsias na Itália.
Em 1940 Mussolini levou a Itália para a Segunda Guerra Mundial, lutando ao lado da Alemanha Nazista. Em 1945, foi reduzido a um líder de um estado fantoche alemão no norte da Itália, tendo confrontado o avanço dos Aliados a partir do sul e o crescente aumento nos conflitos internos com os partisans. Em abril de 1945, com os Aliados rompendo as últimas defesas alemãs no norte da Itália e com o aumento nas revoltas tomando conta das cidades, a posição de Mussolini logo tornou-se insustentável. Em 25 de abril fugiu de Milão onde mantinha uma base e tentou escapar pela fronteira com a Suíça. Junto com sua amante Claretta Petacci, foram capturados em 27 de abril por partisans da região próximos ao vilarejo de Dongo no Lago Como. Mussolini e Petacci foram executados a tiros na tarde seguinte, dois dias antes do suicídio de Hitler.
Os corpos de Mussolini e Petacci foram levados para Milão onde ficaram expostos em uma praça, a Piazzale Loreto, para um multidão enfurecida que gritava insultos e atirava objetos nos corpos, que ficaram pendurados de cabeça para baixo em uma viga de metal. Mussolini foi enterrado em uma cova sem nome, porém em 1946 seu corpo foi desenterrado e roubado por apoiantes fascistas. Quatro meses mais tarde o corpo foi recuperado e mantido em um esconderijo pelos próximos onze anos. Em 1957, seus restos mortais foram disponibilizados para serem enterrados na cripta da família Mussolini na sua cidade-natal, Predappio. Seu mausoléu tornou-se um lugar de peregrinação para os simpatizantes de sua ideologia e o aniversário de sua morte é marcado por encontros de neofascistas.
Nos anos pós-guerra, a versão oficial da morte de Mussolini tem sido questionada na Itália (porém, no geral, não internacionalmente) onde se traça uma comparação com as teorias da conspiração do assassinato de John F. Kennedy. Jornalistas, políticos e historiadores duvidam da veracidade da versão de Audisio, levantando uma grande variedade de teorias e especulações sobre o modo que ocorreu a morte de Mussolini e quem é o responsável. Pelo menos doze pessoas em diferentes épocas assumiram a culpa do assassinato. Entre essas pessoas estão Luigi Longo e Sandro Pertini que se tornaram em seguida, Secretário Geral do Partido Comunista Italiano e Presidente da Itália, respectivamente. Diversos escritores também acreditam que a morte de Mussolini foi parte de uma missão das forças especiais britânica. O objetivo da missão seria recuperar acordos secretos e correspondências entre Winston Churchill e Mussolini. Entretanto a versão de Audisio permanece como a versão oficial e a mais credível de todas.

## Eventos anteriores

República Social Italiana: Dezembro de 1943, verde claro e escuro; Setembro de 1944, somente verde escuro

### Antecedentes
Mussolini governou a Itália como seu líder fascista desde 1922 (e como ditador com o título de Il Duce a partir de 1925) e levou o país a Segunda Guerra Mundial ao lado da Alemanha Nazista em junho de 1940. Após a Invasão Aliada da Sicília em julho de 1943, Mussolini foi deposto e preso, a Itália mudou de lado, juntando-se aos Aliados. Ao final do mesmo ano, ele foi resgatado da prisão através da Operação Carvalho pelas forças especiais alemãs e Hitler o instituiu como líder da República Social Italiana, um estado fantoche do norte da Itália e com base na cidade de Salò no Lago de Garda. Em 1944, a "República de Salò", como tornou a se chamar, passou a ser ameaçada não somente pelo avanço dos Aliados a partir do sul, mas também internamente por partisans da resistência italiana, em um conflito brutal que ficou conhecido como a Guerra Civil Italiana.
Em batalhas demoradas no caminho pela Península Itálica, os aliados tomaram Roma e então Florença no verão de 1944 e no final deste ano avançaram pelo norte da Itália. Com o colapso final da Linha Gótica do exército alemão em abril de 1945, a queda total da República de Salò e seus protetores alemães era eminente.
A partir da metade de abril, Mussolini e seu governo instalaram-se em Milão assumindo como residência a prefeitura da cidade. Ao final do mês, o líder dos partisans, o  CNLNI, declarou um levante nas principais cidades do norte da Itália enquanto as forças alemãs recuavam.. Com o CNLNI assumindo o controle de Milão e o exército alemão no norte da Itália prestes a se render, Mussolini fugiu da cidade em 25 de abril, tentando escapar para o norte pela Suíça.
No mesmo dia que Mussolini deixou Milão, o CNLNI emitiu um comunicado declarando a pena de morte para
"os membros do governo fascista e aos seus líderes que são culpados por suprimir as garantias constitucionais, destruir a liberdade do povo, criar o regime fascista, comprometer e trair o país, levando-o à catástrofe atual".

### Captura e prisão

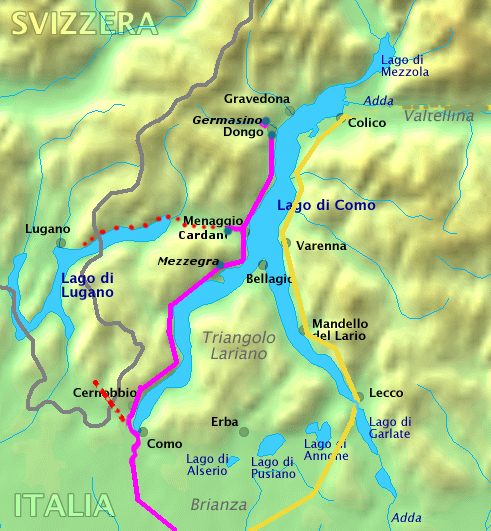
Rota de Mussolini (linha rosa) contornando o Lago de Como após a fuga de Milão

Em 27 de abril de 1945, Mussolini e sua amante Claretta Petacci, junto com outros líderes fascistas, estavam viajando em um comboio alemão próximos ao vilarejo de Dongo às margens do Lago Como. Um grupo de partisans comunistas locais liderados por Pier Luigi Bellini delle Stelle e Urbano Lazzaro atacaram o comboio forçando-os a parar. Os partisans reconheceram um dos líderes fascistas do comboio, mas em um primeiro momento não notaram a presença de Mussolini no grupo e fizeram os alemães abrirem mão de todos os italianos do grupo em troca de sua continuidade no trajeto. Logo Mussolini foi localizado e identificado em um dos caminhões do comboio. Lazzaro mais tarde disse
"seu rosto parecia como cera e seu olhar era vítreo, mas de alguma forma cego. Eu vi uma expressão de exaustão extrema, mas não de medo ... Mussolini parecia ter aberto mão da vontade de viver, estava espiritualmente morto".
Os partisans prenderam Mussolini e o levaram para Dongo, onde passou parte da noite em um quartel. Ao todo, cerca de 50 líderes fascistas e suas famílias foram encontrados no comboio e presos pelos partisans. Além de Mussolini e Petacci, dezesseis dos mais destacados fascistas do grupo foram sumariamente executados em Dongo no dia seguinte e outros dez foram executados nas duas noites seguintes.

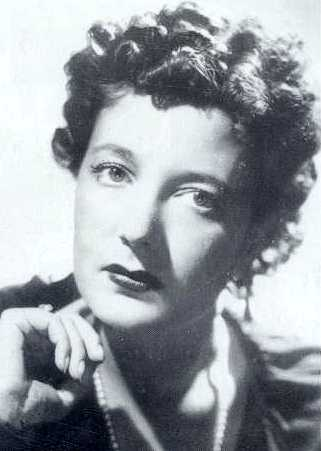
Claretta Petacci, a amante de Mussolini

O combate ainda tomava conta dos arredores de Dongo. Temendo que Mussolini e Petacci pudessem ser resgatados por apoiadores fascistas, foram levados no meio da noite para uma fazenda próxima, onde passaram o resto da noite e os dias seguintes.
Ao final da tarde do dia da captura de Mussolini, Sandro Pertini, o líder partisan no norte da Itália, anunciou na Rádio Milano:
"O chefe dessa associação de delinquentes, Mussolini, enquanto amarelo com rancor e medo tentava atravessar a fronteira com a Suíça foi preso. Ele deve ser entregue ao tribunal do povo para ser julgado rapidamente. Nós queremos isso, mesmo que pensemos que um pelotão de execução seja uma honra muito grande para este homem. Ele merece ser morto como um cão sarnento".

### Ordem de execução
Existem diferentes versões sobre quem deu a ordem de que Mussolini deveria ser executado. Palmiro Togliatti, o secretário geral do Partido Comunista, afirmou que, antes da captura de Mussolini ele já tinha dado a ordem por uma mensagem de rádio em 26 de abril de 1945, com as palavras: "Só uma coisa é necessária para decidir que eles (Mussolini e os outros líderes fascistas) devessem pagar com suas vidas: a questão de suas identidades". Ele disse que havia feito isso em função de suas capacidades como vice primeiro ministro do governo de Bonomi em Roma e como líder do Partido Comunista. Ivanoe Bonomi, o primeiro ministro, mais tarde negou que essa fala fora dada com a autoridade ou aprovação do governo. Um antigo comunista em Milão, Luigi Longo, disse que a ordem veio do Comando Geral dos partisans "em aplicação da decisão do CNLNI". Longo em seguida apresentou uma nova versão: ele disse que quando ele e Fermo Solari, um membro do Partido de Ação (que era parte do CNLNI), ouviram a notícia da captura de Mussolini concordaram que ele deveria ser imediatamente executado e Longo deu a ordem de execução.

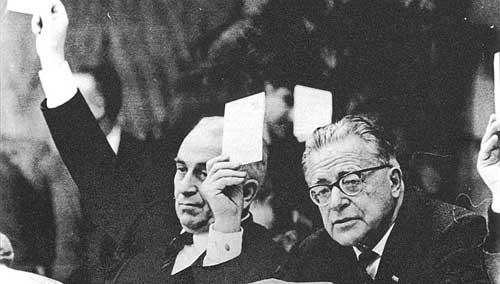
Luigi Longo (esquerda) e Palmiro Togliatti em um congresso do Partido Comunista após a guerra

De acordo com Leo Valiani, o represente do Partido de Ação no CNLNI, a decisão de executar Mussolini foi tomada entre as noites de 27 e 28 de abril por um grupo agindo em nome do CNLNI, entre eles, Sandro Pertini e os comunistas Emilio Sereni e Luigi Longo. No dia seguinte à morte de Mussolini, o CNLNI anunciou que ele fora executado segundo suas ordens.
Longo instruiu o partisan comunista do Comando Geral, Walter Audisio, para se dirigir imediatamente a Dongo levando a ordem. De acordo com Longo, ele o fez com as palavras "vá e atire nele".

## Execução
Dentre todas as versões e teorias levantadas após a guerra sobre a execução de Mussolini e Petacci, a versão de Walter Audisio, ou ao menos seus detalhes essenciais, permanece como a mais credível ou como se é referida na Itália, é a versão "oficial" dos fatos.

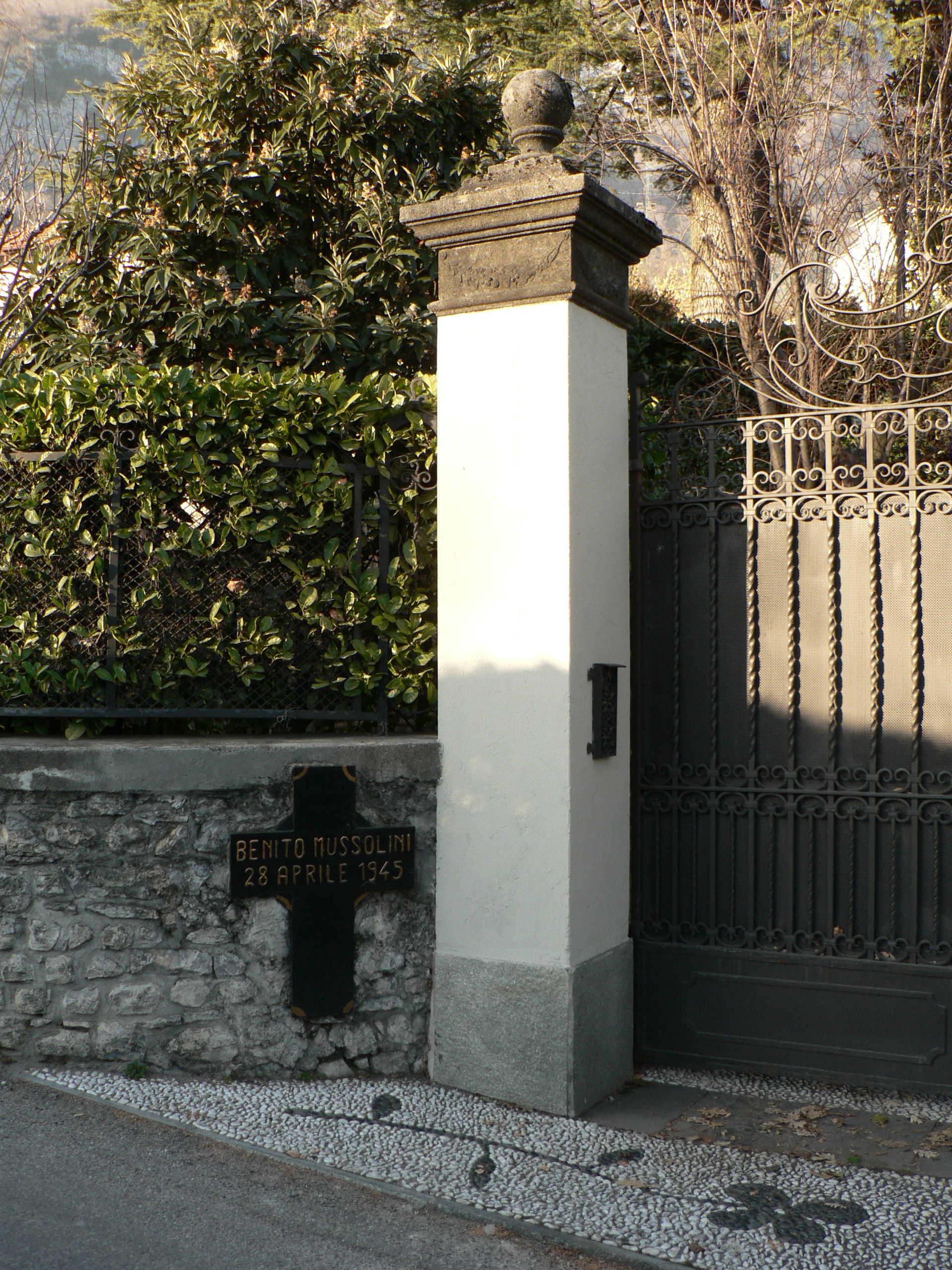
Entrada da Villa Belmonte. A cruz negra na parede marca o local da execução

Essa versão confere na sua maior parte com a apresentada por Aldo Lampredi e a descrição "clássica" da história foi narrada em livros da década de 1960 de Bellini delle Stelle e Urbano Lazzaro e pelo jornalista Franco Bandini. Embora cada uma dessas versões apresentem divergências nos seus detalhes, os fatos principais apresentam um certo grau em comum.
Audisio e Lampredi partiram de Milão para Dongo na manhã de 28 de abril levando as ordens dados por Longo a Audisio. Na chegada a Dongo, eles se encontraram com Bellini delle Stelle, que era o comandante partisan da região, devendo este providenciar a entrega de Mussolini para eles. Audisio utilizava o nome de guerra de "Coronel Valerio" durante a missão. Ao entardecer, ele junto com os outros partisans, incluindo Aldo Lampredi e Michele Moretti, se dirigiram à fazenda para buscar Mussolini e Petacci. Logo em seguida dirigiram a uma pequena distância até o vilarejo Giulino de Mezzegra. O veículo parou na entrada da Villa Belmonte em uma estrada estreita conhecida como via XXIV maggio e Mussolini e Petacci foram orientados a descer do veículo e permanecer em pé em frente a um muro. Audisio então os executou às 16:10 com uma metralhadora emprestada por Moretti, a sua própria arma havia emperrado.
Existem diferenças entre as versões de Lampredi e Audisio. Audisio afirma que Mussolini agia como um covarde antes de sua morte, ao contrário de Lampredi. Audisio disse que leu a sentença de morte, enquanto a versão de Lampredi não cita isso. Lampredi disse que as últimas palavras de Mussolini foram "atire no meu peito". Na versão de Audisio Mussolini não dissera nada antes ou durante sua execução.
Também existem conflitos entre as versões dadas pelos demais envolvidos, incluindo Lazzaro e Bellini delle Stelle. De acordo com Bellini, quando ele se encontrou com Audisio em Dongo, Audisio pediu por uma lista dos prisioneiros fascistas capturados no dia anterior e marcou os nomes de Mussolini e Petacci para execução. Bellini delle Stelle disse que questionou Audisio sobre o motivo que Petacci também deveria ser executada. Audisio respondera que ela era a conselheira de Mussolini, inspirando suas políticas e era "tão responsável quanto ele". Ainda de acordo com Bellini delle Stelle nenhuma outra discussão ou formalidade sobre a decisão da execução aconteceu.
Audisio deu uma versão diferente. Ele alegou que em 28 de abril convocou um "tribunal de guerra" em Dongo em que participaram Lampredi, Bellini delle Stelle, Michele Moretti e Lazzaro. O tribunal condenou Mussolini e Petacci à morte. Não houve qualquer objeção a nenhuma das execuções propostas. Urbano Lazzaro mais tarde negou que tenha ocorrido tal tribunal e disse "Eu estava convencido de que Mussolini merecia morrer...porém deveria haver um julgamento de acordo com a lei. Isso foi extremamente bárbaro."
Em um livro escrito por Audisio na década de 1970, ele afirma que a decisão de executar Mussolini ocorreu em uma reunião de líderes partisans em Dongo em 28 de abril, constituindo um julgamento válido de um tribunal de acordo com o Artigo 15 do decreto do CNLNI na Constituição de Tribunais de Guerra. Entretanto, a falta de um juiz ou de um Commissario di Guerra (presença requerida pelo decreto) coloca em dúvida essa afirmação.

## Eventos subsequentes

### Piazzale Loreto

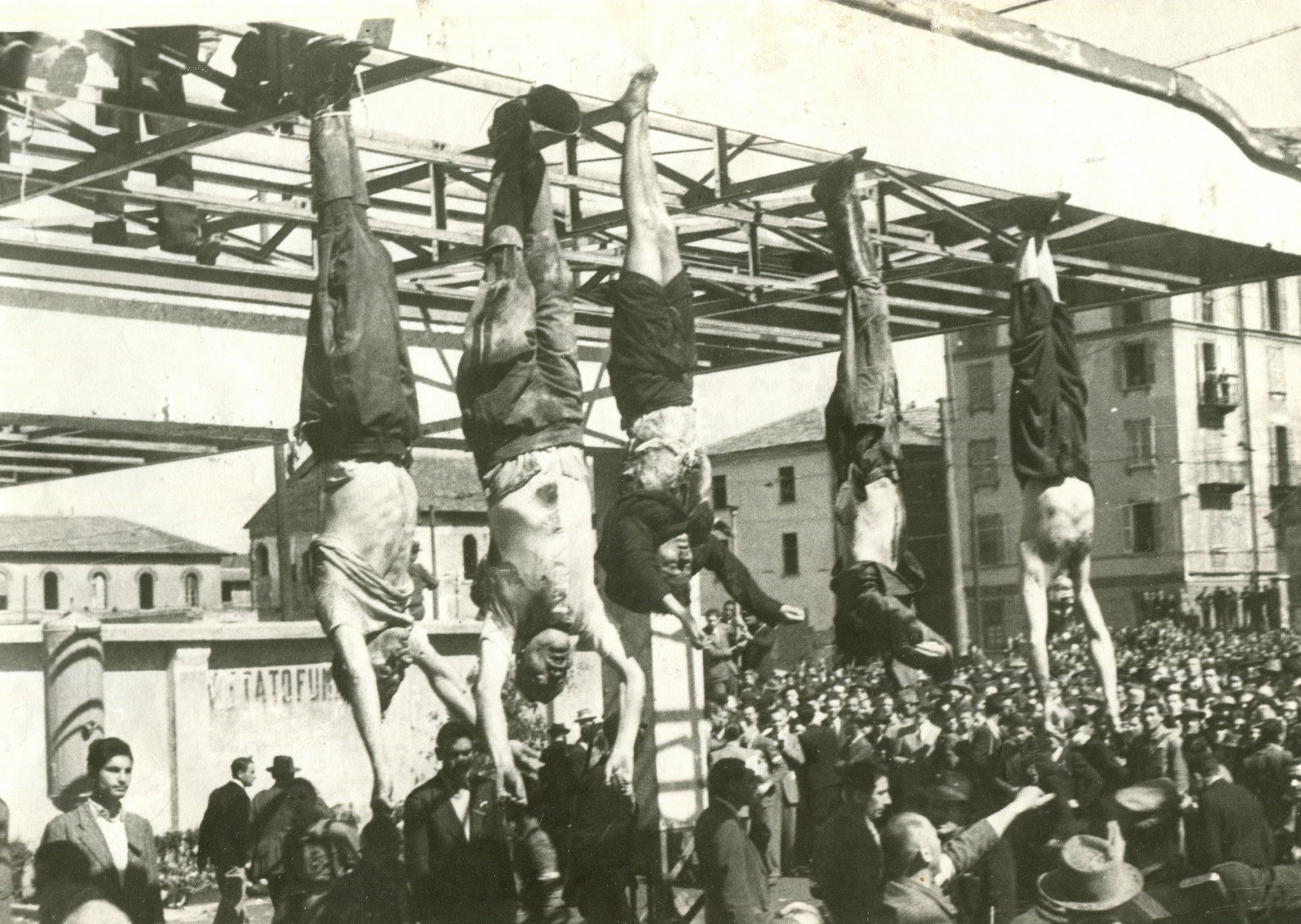
O corpo de Mussolini (segundo a partir da esquerda) próximo a Petacci (no meio) e outros fascistas na Piazzale Loreto, Milão, 1945

Na noite de 28 de abril, os corpos de Mussolini, Petacci e outros fascistas executados foram carregados em uma van e levados para Milão. Na chegada à cidade, nas primeiras horas de 29 de abril, eles foram colocados no chão da Praça de Loreto, uma praça próxima à Estação Central de Milão. A escolha do local foi discutida. Quinze partisans foram executados ali em agosto de 1944 em retaliação pelos ataques partisans e bombardeios Aliados e seus corpos foram deixados para exposição pública. Na época, Mussolini comentou que, "pelo sangue de Piazzale Loreto, nós vamos pagar caro".
Os corpos de Mussolini, Petacci e dos outros foram amontoados em uma pilha e às 9:00 uma multidão considerável já se reunia. Atiraram vegetais, cuspiram, urinaram, chutaram e balearam os corpos, a face de Mussolini ficou desfigurada pelos golpes. Uma testemunha americana descreveu a multidão como "sinistra, depravada e fora de controle". Depois de um tempo, os corpos foram pendurados de cabeça para baixo em uma viga da estrutura metálica de uma construção inacabada de um posto de combustível da Standard Oil Company. Este modo de suspensão era usado no norte da Itália desde os tempos medievais para ressaltar a "infâmia" do condenado. Entretanto, a razão dada pelos envolvidos era que esta era uma forma de proteger os corpos da multidão. Filmagens dos fatos parecem corroborar com essa afirmação.

### Necrotério e autópsia

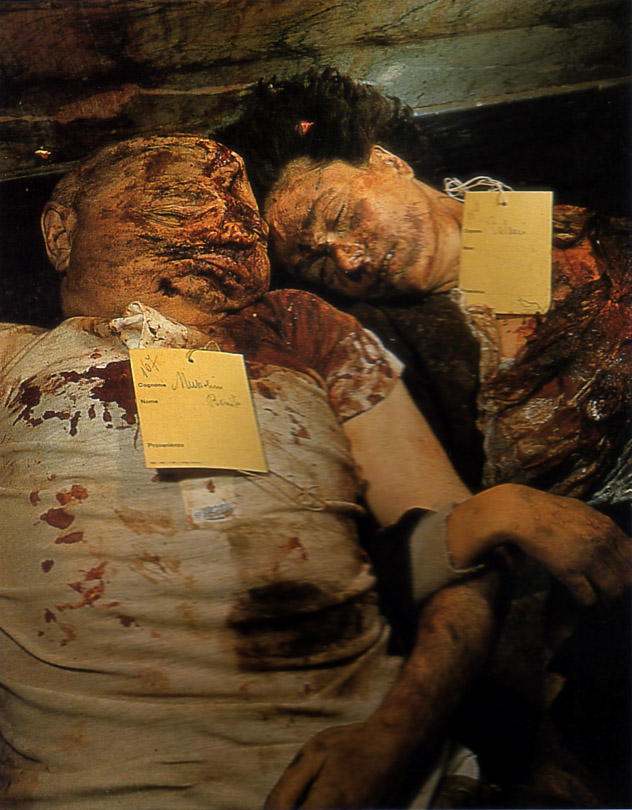
Os corpos de Mussolini e Petacci registrados por um fotógrafo do exército americano no necrotério de Milão

Às 2:00, as autoridades militares americanas, que chegaram na cidade, ordenaram que os corpos fosse levados ao necrotério da cidade para a autópsia. Um fotógrafo do exército americano registrou as fotos dos corpos, incluindo uma em que Mussolini e Petacci aparecem de braços dados.
Em 30 de abril, a autópsia de Mussolini foi realizada no Instituto de Medicina Legal de Milão. Uma versão do relatório indica que o corpo fora atingido por nove balas, enquanto outra versão cita sete balas. Quatro balas encontradas próximas ao coração foram dadas como a causa da morte. Os calibres das balas não foram identificados. Amostras do cérebro de Mussolini foram retiradas e enviadas aos Estados Unidos para análise. A intenção era provar a hipótese de que a sífilis causou sua insanidade, mas em nada resultou essa análise, nenhuma evidência de sífilis foi encontrada no corpo. Nenhuma autópsia foi realizada no corpo de Petacci.

### Enterro e roubo de cadáver
Após sua morte e exposição pública do cadáver em Milão, Mussolini foi enterrado em uma cova descaracterizada no Cimitero Maggiore di Milano ao norte da cidade. Na Páscoa de 1946, o corpo de Mussolini foi encontrado e desenterrado por um jovem fascista, Domenico Leccisi, e dois amigos. Durante um período de dezesseis semanas o corpo foi levado de um local para outro — os esconderijos incluiam uma villa, um monastério e um convento — enquanto as autoridades o procuravam. Em agosto, o corpo (com uma perna faltando) foi localizado em Certosa di Pavia, um monastério não muito longe de Milão. Dois frades franciscanos foram acusados de ajudar Leccisi em esconder o corpo.
As autoridades então organizaram para que o corpo ficasse escondido em um monastério Capuchinhos na pequena cidade de Cerro Maggiore onde permaneceu pelos próximos onze anos. O paradeiro do corpo permaneceu em segredo inclusive para a família de Mussolini até maio de 1957, quando o novo primeiro ministro, Adone Zoli, concordou com o novo sepultamento de Mussolini na sua cidade natal, Predappio na região de Romagna. Zoli era dependente da extrema-direita (incluindo o próprio Leccisi, que agora era um deputado do partido neofascista) para apoiá-lo no Parlamento. Ele também era de Predappio e conhecia a viúva de Mussolini Rachele.

### Tumba e aniversário da morte

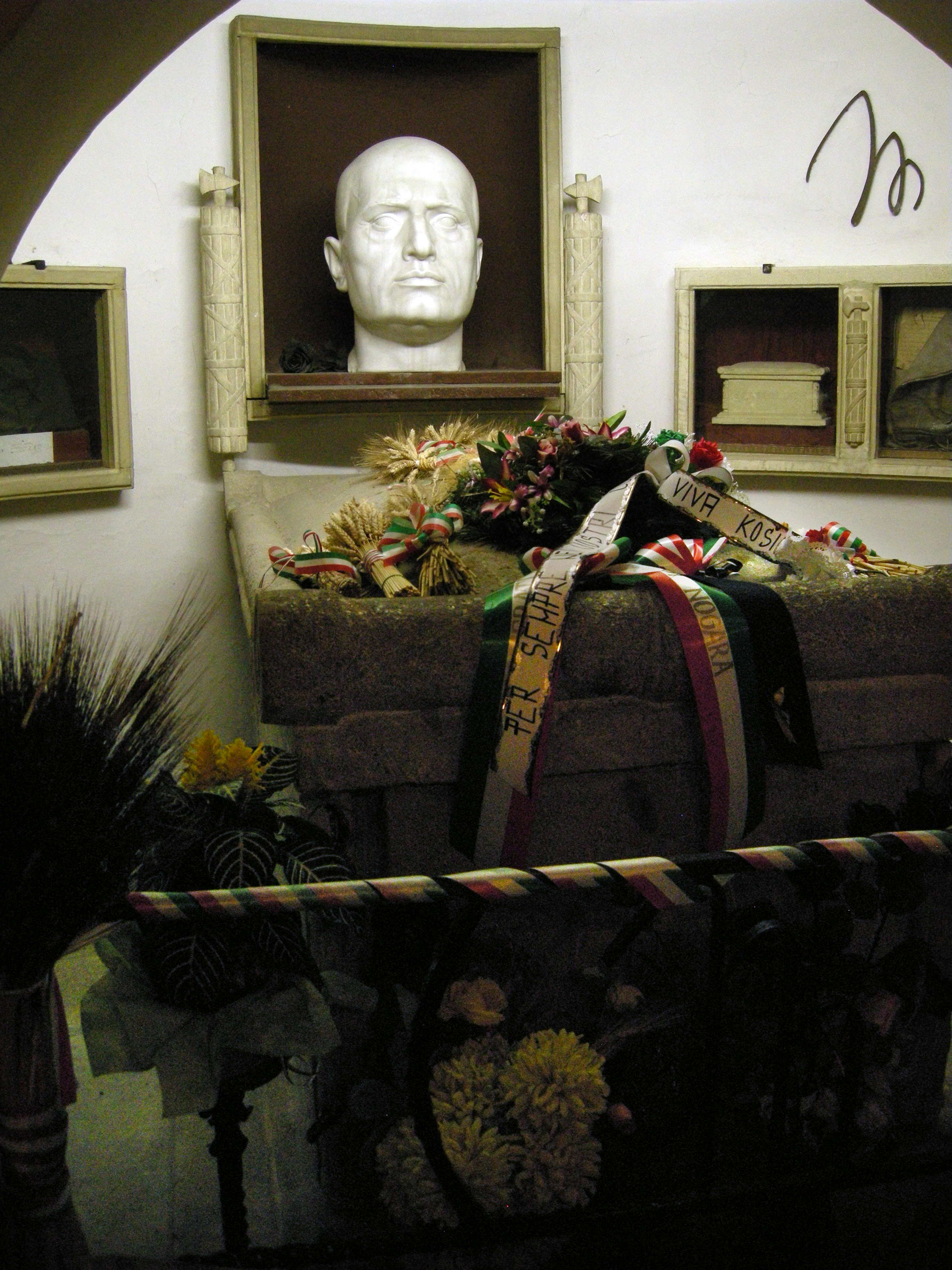
Tumba de Mussolini na cripta da família, Predappio

O novo sepultamento na cripta da família de Mussolini aconteceu em 1 de setembro de 1957, com os apoiadores presentes fazendo a saudação fascista. Mussolini foi colocado para descansar em uma grande pedra sarcófago. A tumba é decorada com símbolos fascistas e contêm um grande busto de mármore de Mussolini. Em frente a tumba está um livro de registro para que os visitantes possam assiná-lo. A tumba tornou-se um local de peregrinação neo-fascista. O número de assinaturas registradas diariamente varia de dezenas a centenas, quase todos os comentários deixados são favoráveis a Mussolini.
O aniversário da morte de Mussolini em 28 de abril tornou-se uma das três datas em que os apoiadores neo-fascistas comparecem em maior concentração. Em Predappio, uma caminhada acontece entre o centro da cidade e o cemitério. O evento costuma atrair milhares de adeptos que discursam, cantam e fazem a saudação fascista.

## Controvérsia pós-guerra
Fora da Itália, a versão de Audisio sobre como aconteceu a execução de Mussolini é amplamente aceita. Entretanto, na Itália, essa versão é alvo de grandes debates e disputas desde a década de 1940 até os dias atuais e uma grande variedade de teorias sobre como Mussolini foi morto proliferou. Pelo menos doze pessoas diferentes foram identificadas em vários momentos como possíveis responsáveis pelo tiro fatal. Foram feitas comparações com as teorias de conspiração do assassinato do presidente John F. Kennedy, e foi descrito como o equivalente italiano em termos de especulação.

### Recepção da versão de Audisio
Até 1947, o envolvimento de Audisio foi mantido em segredo e nas primeiras descrições dos acontecimentos (em uma série de artigos do jornal do Partido Comunista L'Unità no final de 1945) a pessoa encarregada pelos disparos era apenas conhecida como "Coronel Valerio".
O nome de Audisio aparaceu pela primeira vez em um artigo no jornal Il Tiempo em março de 1947 e o Partido Comunista em seguida confirmou seu envolvimento. O próprio Audisio não falou publicamente sobre o assunto até a publicação de sua versão em uma série de cinco artigos no L'Unità no final do mesmo mês (e repetida em um livro escrito por ele e publicado em 1975, dois anos após sua morte).
Logo depois, verificou-se a existência de discrepâncias entre a história original de Audisio publicada no L'Unità em relação as suas declarações posteriores e as versões fornecidas pelos outros. Entretanto sua versão é a mais provável, levando-se em consideração todos os fatos, porém certamente um pouco romantizada. As discrepâncias e os óbvios enaltecimentos na história, juntamente com a crença de que o Partido Comunista o escolhera para alegar a responsabilidade pelos seus propósitos políticos, leveram a algumas pessoas na Itália a acreditar que sua história era totalmente inverossímel.

### A versão de Lazzaro
Em seu livro de 1993, Dongo: half a century of lies, o líder partisan Urbano Lazzaro repetiu uma antiga afirmação de que Luigi Longo, e não Audisio, era o "Coronel Valerio". Ele também afirmou que Mussolini fora ferido anteriormente naquele dia quando Petacci tentou tomar a arma de um dos partisans. O partisan matou Petacci e Michele Moretti então matou Mussolini.

### A "hipótese inglesa"
Existem diversas alegações de que o Special Operations Executive (SOE), foi responsável pela morte de Mussolini sob as ordens do primeiro-ministro britânico Winston Churchill. Segundo essa hipótese, a operação seria para recuperar "acordos secretos" e correspondências comprometedoras entre Churchill e Mussolini, que estariam sendo levadas por este quando foi capturado pelos partisans. Foi dito que a correspondência incluia ofertas de Churchill para a paz e concessões territoriais em troca de Mussolini persuadir Hitler a se juntar aos Aliados contra a União Soviética. Os proponentes dessa teoria incluem historiadores como Renzo De Felice e Pierre Milza e jornalistas como Peter Tompkins e Luciano Garibaldi; no entanto, a teoria foi descartada por diversos outros.

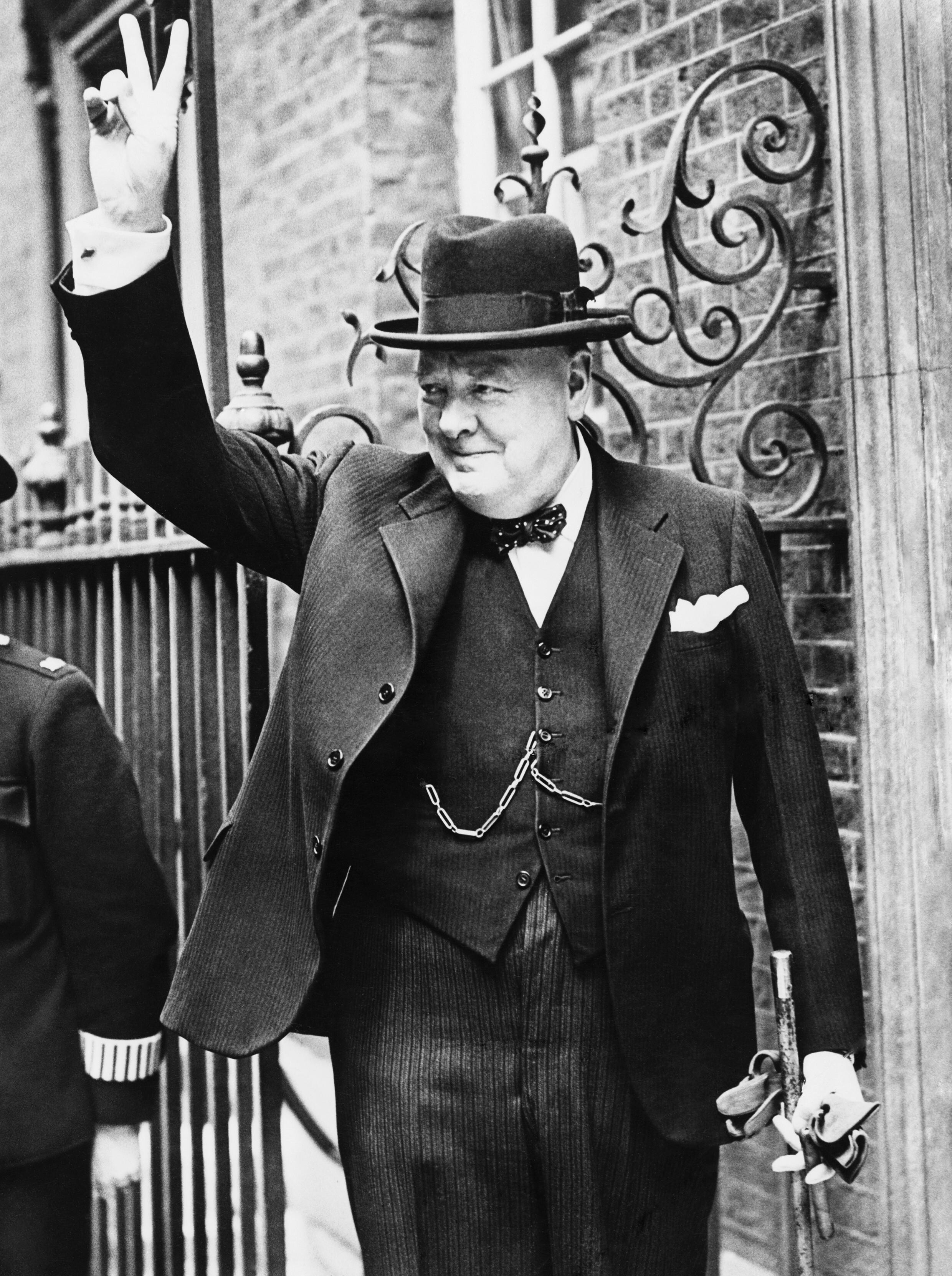
Winston Churchill em 1940

Em 1994 Bruno Lonati, um antigo líder partisan, publicou um livro onde alega que ele atirou em Mussolini e estava acompanhado na sua missão por um oficial britânico chamado "John", que teria atirado em Petacci. O jornalista Peter Tompkins afirmou que esse "John" era Robert Maccarrone, um agente do SOE britânico com ancestrais sicilianos. De acordo com Lonati, ele e "John" foram a fazenda onde estavam Mussolini e Petacci na manhã de 28 de abril e os executaram por volta das 11:00. Em 2004, a rede de televisão estatal italiana, RAI, transmitiu um documentário produzido por Tompkins, onde a teoria foi apresentada. Nele, Lonati era entrevistado e contou que na chegada à fazenda ele viu que
"Petacci estava sentada na cama e Mussolini estava em pé. John me levou para fora e disse que suas ordens eram para eliminar ambos, porque Petacci conhecia muitas coisas. Eu disse que não conseguiria atirar em Petacci, então John disse que o faria. Ele foi bastante claro de que Mussolini tinha que ser executado por um italiano."
Eles os levaram para fora da casa e em uma curva de uma estrada próxima os colocaram contra uma cerca e atiraram neles. O documentário inclui uma entrevista com Dorina Mazzola que disse que sua mãe viu a execução. Ela também disse que ela própria ouviu os disparos e "olhou para o relógio e viu que eram quase 11.00". O documentário veio afirmar que os tiros na Villa Belmonte faziam parte de uma encenação.
A teoria foi criticada pela falta de provas sérias, particularmente sobre a existência das correspondências com Churchill. Comentando no documentário de 2004, Christopher Woods, pesquisador da história oficial do SOE, negou as alegações e disse que "é apenas paixão em fazer conspirações".

### Teorias de morte anterior
Algumas pessoas, incluindo o jornalista Giorgio Pisanò, afirmam que Mussolini e Petacci foram mortos antes na fazenda onde estavam abrigados e que a morte em Giulino de Mezzegra foi encenada com os corpos. A primeira pessoa a levantar essa hipótese foi Franco Bandini em 1978.

### Outras teorias
Outras teorias incluem alegações de que não apenas Luigi Longo, líder do Partido Comunista no pós-guerra na Itália, mas também Sandro Pertini, um futuro Presidente da Itália, assumiram ter efetuados os disparos. Outros afirmam que Mussolini (ou Mussolini e Petacci juntos) cometeram suicídio com cápsulas de cianeto.

### Livros
- Audisio, Walter (1975). In nome del popolo italiano. [S.l.]: Teti (Italy). ISBN 88-7039-085-3
- Bailey, Roderick (2014). Target: Italy: The Secret War Against Mussolini 1940-1943. [S.l.]: Faber & Faber. ISBN 978-0-571-29920-1
- Baima Bollone, Pierluigi (2005). Le ultime ore di Mussolini. [S.l.]: Mondadori (Italy). ISBN 88-04-53487-7
- Bandini, Franco (1978). Vita e morte segreta di Mussolini. [S.l.]: Mondadori (Italy)
- Bellini delle Stelle, Pier Luigi; Lazzaro, Urbano (1962). Dongo ultima azione. [S.l.]: Mondadori (Italy)
- Blinkhorn, Martin (2006). Mussolini and Fascist Italy. [S.l.]: Routledge. ISBN 978-1-134-85214-7
- Bosworth, R. J. B. (2014). Mussolini. [S.l.]: Bloomsbury Publishing. ISBN 978-1-84966-444-8
- Cavalleri, Giorgio;  et al. (2009). La fine. Gli ultimi giorni di Benito Mussolini nei documenti dei servizi segreti americani (1945-1946). [S.l.]: Garzanti (Italy). ISBN 88-11-74092-4
- Clark, Martin (2014). Modern Italy, 1871 to the Present. [S.l.]: Routledge. ISBN 978-1-317-86603-9
- Di Bella, Maria Pia (2004). «From Future to Past: A Duce's Trajectory». In:  Borneman, John. Death of the Father: An Anthropology of the End in Political Authority. [S.l.]: Berghahn Books. pp. 33–62. ISBN 978-1-57181-111-0
- Duggan, Christopher (2008). The Force of Destiny: A History of Italy Since 1796. [S.l.]: Houghton Mifflin Harcourt. ISBN 0-618-35367-4
- Duggan, Christopher (2013). Fascist Voices: An Intimate History of Mussolini's Italy. [S.l.]: Oxford University Press. ISBN 978-0-19-973078-0
- Garibaldi, Luciano (2004). Mussolini: The Secrets of His Death. [S.l.]: Enigma. ISBN 978-1-929631-23-0
- Lazzaro, Urbano (1993). Dongo: mezzo secolo di menzogne. [S.l.]: Mondadori. ISBN 88-04-36762-8
- Lonati, Bruno Giovanni (1994). Quel 28 aprile. Mussolini e Claretta: la verità. [S.l.]: Mursia (Italy). ISBN 88-425-1761-5
- Luzzatto, Sergio (2014). The Body of Il Duce: Mussolini's Corpse and the Fortunes of Italy. [S.l.]: Henry Holt and Company. ISBN 978-1-4668-8360-4
- Moseley, Ray (2004). Mussolini: The Last 600 Days of Il Duce. [S.l.]: Taylor Trade Publications. ISBN 978-1-58979-095-7
- Neville, Peter (2014). Mussolini. [S.l.]: Routledge. ISBN 978-1-317-61304-6
- O'Reilly, Charles T. (2001). Forgotten Battles: Italy's War of Liberation, 1943-1945. [S.l.]: Lexington Books. ISBN 978-0-7391-0195-7
- Payne, Stanley G. (1996). A History of Fascism, 1914–1945. [S.l.]: University of Wisconsin Press. ISBN 978-0-299-14873-7
- Pisanò, Giorgio (1996). Gli ultimi cinque secondi di Mussolini. [S.l.]: Il saggiatore (Italy). ISBN 88-428-0350-2
- Quartermaine, Luisa (2000). Mussolini's Last Republic: Propaganda and Politics in the Italian Social Republic (R.S.I.) 1943-45. [S.l.]: Intellect Books. ISBN 978-1-902454-08-5
- Roncacci, Vittorio (2003). La calma apparente del lago. Como e il Comasco tra guerra e guerra civile 1940-1945. [S.l.]: Macchione (Italy). ISBN 88-8340-164-6
- Sharp Wells, Anne (2013). Historical Dictionary of World War II: The War in Germany and Italy. [S.l.]: Scarecrow Press. ISBN 978-0-8108-7944-7
- Tompkins, Peter (2001). Dalle carte segrete del Duce. [S.l.]: Tropea (Italy). ISBN 88-4380-296-8

### Artigos, jornais e websites
«Missione a Dongo» (PDF). L'Unità. 25 de março de 1947. p. 1. Consultado em 6 de novembro de 2014;
«Missione a Dongo» (PDF). L'Unità. 25 de março de 1947. p. 2. Consultado em 6 de novembro de 2014;
«Solo a Como con 13 partigiani» (PDF). L'Unità. 26 de março de 1947. p. 1. Consultado em 6 de novembro de 2014;
«Solo a Como con 13 partigiani» (PDF). L'Unità. 26 de março de 1947. p. 2. Consultado em 6 de novembro de 2014;
«La corsa verso Dongo» (PDF). L'Unità. 27 de março de 1947. p. 1. Consultado em 6 de novembro de 2014;
«La corsa verso Dongo» (PDF). L'Unità. 27 de março de 1947. p. 2. Consultado em 6 de novembro de 2014;
«La fucilazione del dittatore» (PDF). L'Unità. 28 de março de 1947. p. 1. Consultado em 6 de novembro de 2014;
«La fucilazione del dittatore» (PDF). L'Unità. 28 de março de 1947. p. 2. Consultado em 6 de novembro de 2014;
«Epilogo a Piazzale Loreto» (PDF). L'Unità. 29 de março de 1947. p. 1. Consultado em 6 de novembro de 2014;
«Epilogo a Piazzale Loreto» (PDF). L'Unità. 29 de março de 1947. p. 2. Consultado em 6 de novembro de 2014
- BBC History. «Historic figures: Benito Mussolini (1883-1945)». BBC. Consultado em 11 de novembro de 2014
- Bompard, Paul (16 de outubro de 1995). «Did Churchill kill Il Duce?». Times Higher Education. Consultado em 14 de novembro de 2014
- Foot, John (1999). «The Dead Duce». History Today. 49 (8). Consultado em 11 de novembro de 2014
- Hooper, John (28 de fevereiro de 2006). «Urbano Lazzaro, The partisan who arrested Mussolini». The Guardian. Consultado em 7 de novembro de 2014
- Owen, Richard (28 de agosto de 2004). «Mussolini killed 'on Churchill's orders by British agents'». The Times. Consultado em 14 de novembro de 2014
- Samuel, Henry (2 de setembro de 2010). «Winston Churchill 'ordered assassination of Mussolini to protect compromising letters'». The Daily Telegraph. Consultado em 14 de novembro de 2014
- Squires, Nick (21 de novembro de 2009). «Mussolini's brain 'stolen for sale on eBay'». The Daily Telegraph. Consultado em 12 de novembro de 2014

- Este artigo foi inicialmente traduzido, total ou parcialmente, do artigo da Wikipédia em inglês cujo título é «Death of Benito Mussolini», especificamente desta versão.